# Čmelíny
Čmelíny (deutsch Stmelin) ist eine Gemeinde mit 120 Einwohnern in Tschechien. Sie liegt fünf Kilometer östlich von Nepomuk am Flüsschen Víska und gehört zum Okres Plzeň-jih. Die Katasterfläche beträgt 465 ha.

## Geographie
Der Ort befindet sich in 444 m ü. M. im Tal der Víska. Nachbarorte sind Liškov im Norden, Víska und Kladrubce im Osten, Podhůří im Süden, Mohelnice im Südosten, Tojice im Westen sowie Vrčeň im Nordwesten.

## Geschichte
Die ersten schriftlichen Nachweise über die Existenz des Ortes Čmelíny finden sich in den Aufrichtungsbüchern (Erektion libri) von 1384, in denen Ervín de Stmelin einige Male als Zeuge bei der Gründung geistlicher Gestifte erwähnt wurde.
Das Dorf gehörte zum Ländereien des Klosters Pomuk und nach dessen Zerstörung im Jahr 1420 zur Herrschaft Grünberg, deren Besitzer die Schwanberger und ab 1464 die Sternberger waren. Bei der Teilung der Herrschaft kam Čmelíny 1584 zum Nepomuker Anteil.
1817 nahm die Dorfschule den Unterricht auf. Nach der Aufhebung der Patrimonialherrschaften wurde Čmelíny 1850 eine eigenständige Gemeinde. 1869 hatte das Dorf 234 Einwohner.
Zwischen Čmelíny und Víska verlief die historische Grenze zwischen dem Pilsener und Budweiser Kreis, später war es die zwischen den Politischen Bezirken Blatna und Pschestitz. Seit der Gebietsreform von 1960 gehörten beide Gemeinden zum Okres Plzeň-jih und im selben Jahr vereinigten sich die örtlichen Feuerwehren. Beide Dörfer, die nur ca. 100 m voreinander entfernt sind, schlossen sich 1961 zur Gemeinde Čmelíny zusammen.
Zum 1. Januar 1964 erfolgte die Eingemeindung von Čmelíny nach Mohelnice. Seit 1992 ist der Ort mit seinem Ortsteil Víska wieder selbständig.

## Gemeindegliederung
Zur Gemeinde Čmelíny gehört der Ortsteil Víska (Dörfel).

## Sehenswürdigkeiten
- Kapelle am Dorfplatz, erbaut 1890

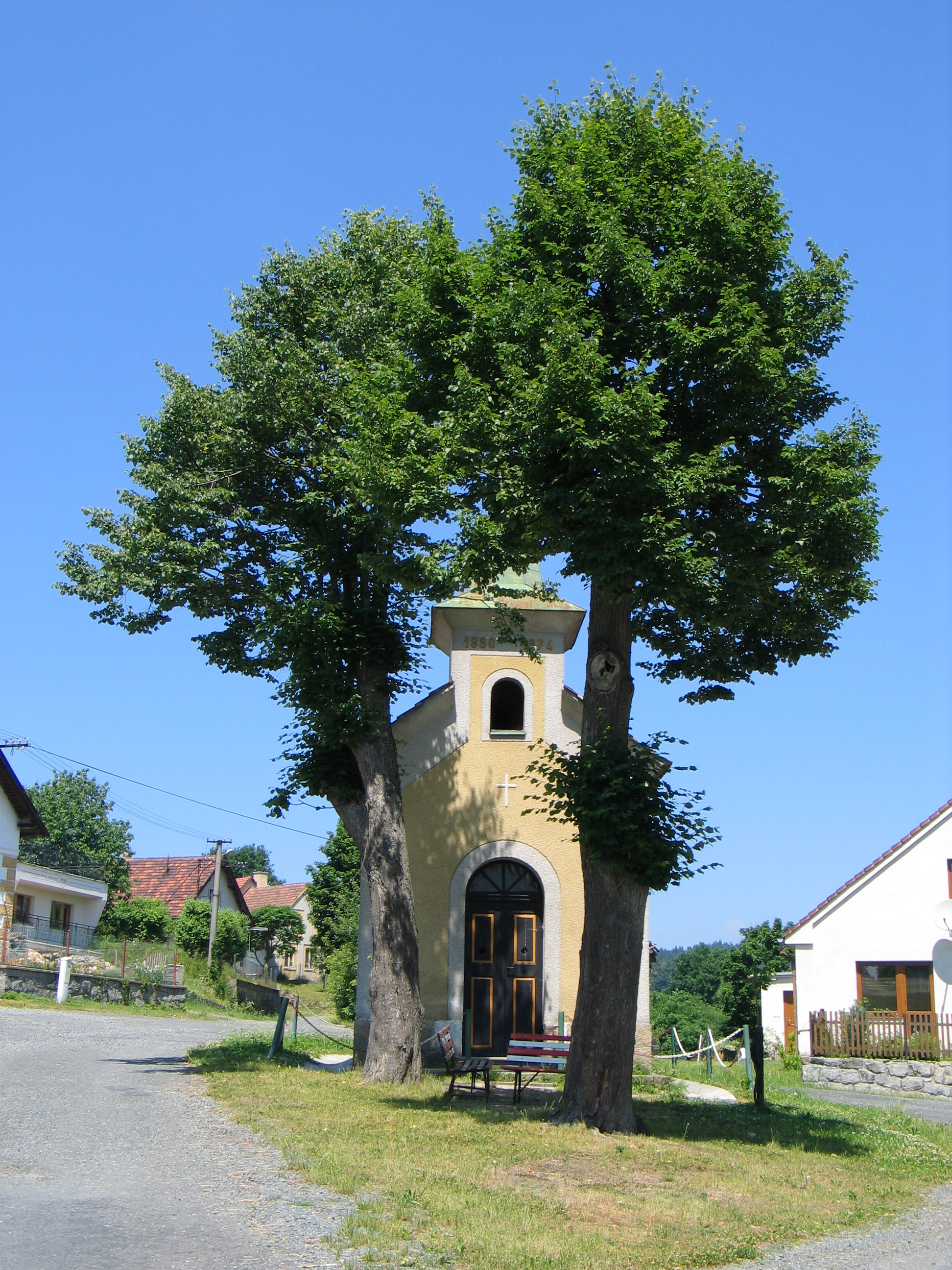
Dorfanger mit Kapelle

- Denkmal für die Opfer des Ersten Weltkrieges, 1938 eingeweiht
- Kapelle in Víska